# Pirá
O pirá (Malacanthus plumieri) é um peixe teleósteo, perciforme, da família dos malacantídeos, encontrado no Atlântico ocidental, sendo comum no litoral Norte e Nordeste do Brasil.
Tem cerca de 60 cm de comprimento, corpo e focinho alongados, dorso azulado ou esverdeado-escuro, flancos amarelados, ventre esbranquiçado, nadadeira caudal lunada e com uma mancha escura. Também é conhecido como "bom-nome".